# Changpas
 (mars 2017).

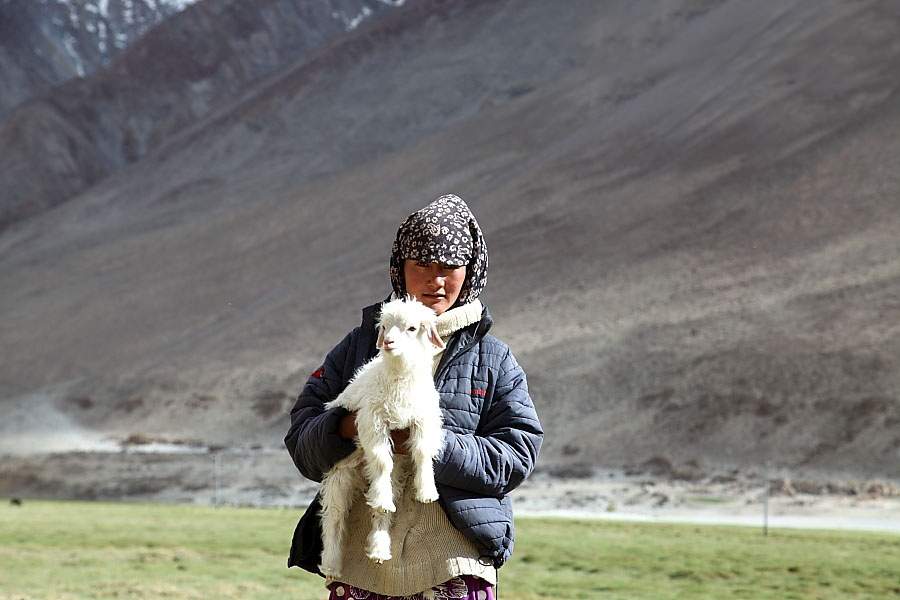
Femme Changpa et jeune chèvre Changthangi dans la région du Pangong Tso au Ladakh

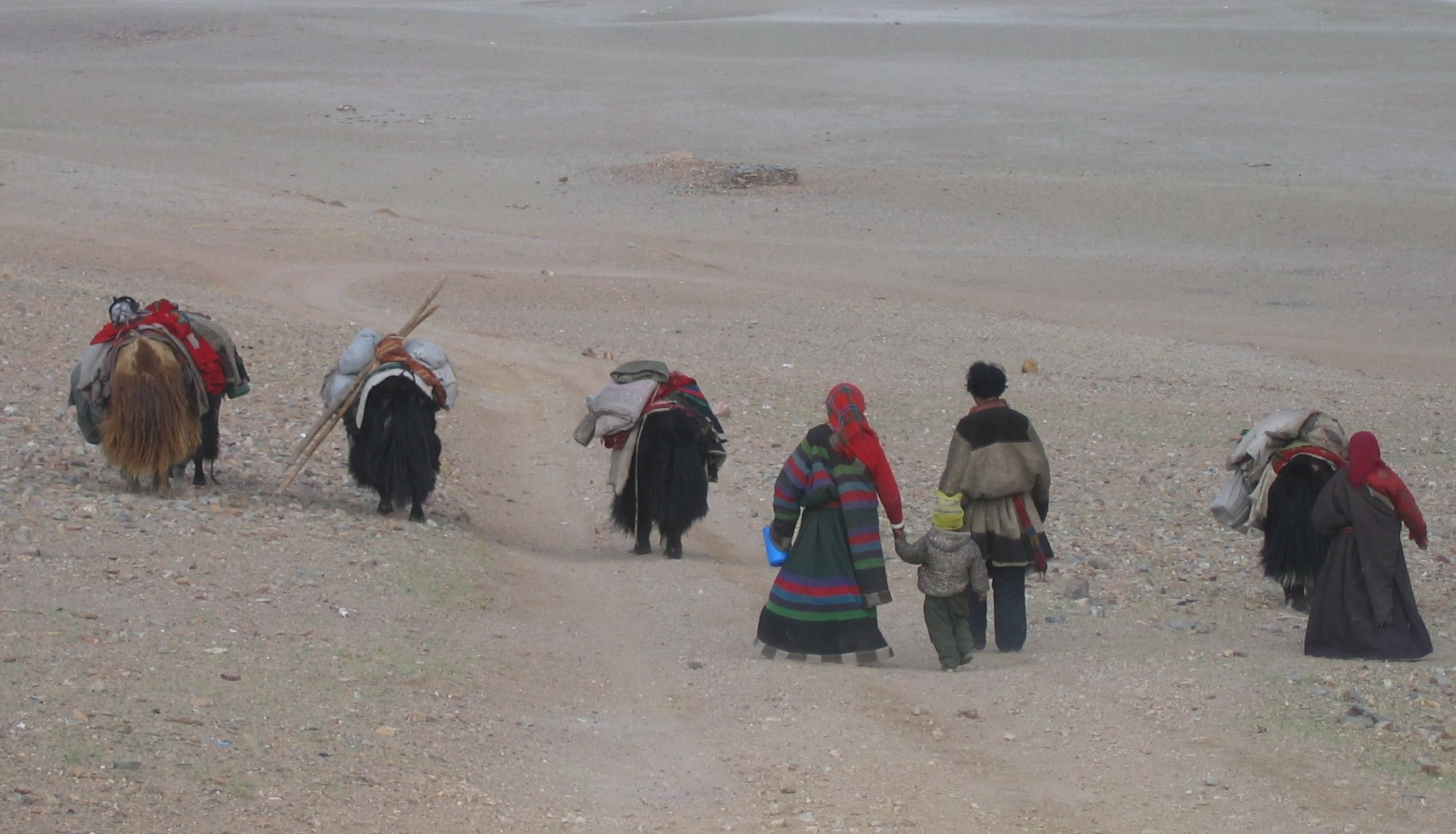
Famille Changpa au Tibet

Les Changpas ou Champa sont un groupe ethnique originaire du Changtang apparentés aux Tibétains, vivant aujourd'hui principalement au Ladakh et dans la partie occidentale de la Région autonome du Tibet.
En Inde, ils constituent une tribu pastoraliste semi-nomade jouissant de droits particuliers (Scheduled Tribes (en)) reconnus par la Constitution indienne. En République populaire de Chine, ils sont catégorisés comme Tibétains et vivaient selon un mode de vie nomade avant d'être sédentarisés.